# Ігровка (присілок)
Ігро́вка (рос. Игровка, башк. Игровка) — присілок у складі Янаульського району Башкортостану, Росія. Входить до складу Орловської сільської ради.
Населення — 80 осіб (2010; 86 у 2002).
Національний склад:
- росіяни — 81 %